# Jens De Belder
Jens De Belder is een personage uit de Vlaamse soap Thuis. De Belder werd gespeeld door Jelle Cleymans vanaf 2008. In februari 2012 en april 2012 ontbrak Cleymans tijdelijk in de reeks. Ook in mei en september 2014 was hij tijdelijk niet te zien en in december 2015 verdween Jens voorgoed uit Thuis. Hij werd aangereden door zijn eerste lief, Paulien, en overleed later aan zijn verwondingen in het ziekenhuis.

## Fictieve biografie
Jens wordt geïntroducteerd als het lief van Paulien en voelt zich meteen thuis bij haar moeder Julia en stiefvader Cois. In Julia's ogen kan Jens echter niet veel goeds doen, hoewel hij goede bedoelingen heeft. Jens verleidde gelijktijdig ook Katrien. Wanneer de zussen hierachter kwamen, dumpten ze hem. Paulien gaf hem uiteindelijk een tweede kans.
Jens startte aan de universiteit een opleiding filosofie, maar stopte na een half jaar. Omdat zijn ouders de kothuur opzegden, trok hij in bij Cois en Julia. Hij trachtte een muzikale carrière op te starten, wat mislukte. Hij werkte als koerier voor een laboratorium en De Noorderzon. Hij diende omwille van piraterij enige tijd gratis te werken bij Taxi Ter Smissen om zijn schulden aldaar af te lossen. Later werd hij bezoldigd in dienst genomen. Na zijn breuk met Paulien ging hij bij Tim wonen.
Jens start een relatie met Fien Roels, maar zij verdwijnt spoorloos. Later blijkt dat Guy De Herdt haar heeft vermoord. Guy komt echter vrij omdat hij de jury kon overtuigen dat Fien gestorven is aan een erfelijke hartaandoening. Jens zijn wereld stort in en wil Guy vergassen in een vervallen pand. Katrien en Julia zijn nog net op tijd om dit te verijdelen. Daarop vertrekt Jens voor onbepaalde duur op wereldreis.
Op 13 september 2012 staat hij ineens voor de deur van Tims appartement tijdens Pauliens afscheidsfeestje. Hij blijkt de dood van Fien verwerkt te hebben. Sindsdien helpt hij sporadisch in De Noorderzon wat hij niet veel later koopt van Peggy Verbeeck. Samen met Franky Bomans bouwt hij het pand om tot café Frens. De zaak dreigt al snel te sluiten: Lowie Bomans smokkelt whisky binnen om te mengen met zijn bestelde cola's. Hierdoor belandt hij in een coma door overmatig drankgebruik. Hoewel zijn vader Luc weet hoe de vork aan de steel zit, dient hij klacht in en veinst hij dat Franky de sterke drank gaf uit winstbejag. Ook Lowie vertelt eenzelfde verhaal. Luc wil dat Frens zo wordt gesloten, eerder als wraak op Frank Bomans (die via chantage in het bezit kwam van 50 procent aandelen van Sanitechniek). Echter zijn er onvoldoende bewijzen en krijgt Frens slechts een administratieve boete van 250€.
De veertienjarige Emma Van Damme krijgt van haar moeder een gitaar en gaat bij Jens lessen volgen. Emma heeft last van kalverliefde. Wanneer ze door Jens wordt afgewezen, zegt ze tegen haar moeder Judith dat er tijdens de gitaarles iets vreselijks is gebeurd en Jens nooit meer wil zien. Judith trekt hier de verkeerde conclusies uit waardoor Jens onterecht als pedofiel wordt bestempeld. Hierdoor wordt het enige tijd opmerkelijk rustig in Frens.
In april 2014 vertrekt hij voor enige tijd naar zijn vader, een terminale kankerpatiënt, in Portugal. Na terugkomst blijkt hij verliefd te zijn op Lena, de moeder van Olivia Hoefkens. De relatie komt onder druk te staan wanneer Lena in New York een job heeft gevonden. Uiteindelijk beslist Jens om mee te gaan en de zaak over te laten aan Paulien. In december vraagt Jens, na lang twijfelen, Lena ten huwelijk, maar zij wijst het verzoek af vanwege haar recente scheiding. Doch op de dag dat ze verhuizen, aanvaardt ze het aanzoek toch bij het instappen van de taxi. Jens springt daarom uit de taxi om de verlovingsring te halen die hij in de Frens had achtergelaten. Hij wordt aangereden door Paulien die als afscheidscadeau een foto van het paar kwam brengen. Jens overlijdt twee dagen later in het ziekenhuis op het ogenblik dat Hannah, de dochter van Tim en Sam, wordt geboren.

## Trivia
- Jelles zus Clara Cleymans speelde ook mee in Thuis. Zij nam de rol van Nina Oostvoghels op zich. Op 22 maart 2011 kwamen ze voor het eerst samen in een scène voor. In april 2011 verliet ze de serie.